# 고정 비트레이트
고정 비트레이트(constant bitrate; CBR)는 가변 비트레이트와 반대되는 개념으로 전자 통신이나 컴퓨팅에서 출력 데이터가 일정하도록 하는 기술이다.
고정 비트레이트는 데이터의 길이(또는 시간)과 비트레이트를 이용하면 파일의 크기를 비교적 정확하게 예측할 수 있지만 데이터를 많이 필요로 하는 곳에는 충분하게 비트레이트를 할당하지 못하고 데이터가 필요없는 빈 공간에는 과도하게 비트레이트를 할당하기 때문에 비효율적이다. 복잡한 데이터 부분에다 비트레이트를 충분히 할당하지 못하는 문제는 가장 높은 비트레이트를 선택해서 해결할 수 있지만 그만큼 파일 용량이 커진다. 반대로 용량을 줄이려고 비트레이트를 낮춘다면 복잡한 부분에 대한 데이터가 손상되거나 완전히 구현하지 못할 수 있다.
고정 비트레이트의 이용 범위는 아직도 넓은데 대부분의 MP3 파일은 고정 비트레이트로 나와 있고, 대한민국에서 음원을 판매하는 사이트는 대부분이 고정 비트레이트로 인코딩한 MP3 파일을 제공한다. 비디오 시디에서도 고정 비트레이트로 영상과 음성을 담는다. 그러나 고정 비트레이트의 한계로 현재 대부분의 비디오 코덱은 가변 비트레이트를 이용하며 오디오 분야에선 AAC나 Ogg Vorbis, Musepack 등의 가변 비트레이트 코덱이 많이 개발되었다.

## 같이 보기
- 비트레이트
- 가변 비트레이트
- 평균 비트레이트